# Hårdrockens historia
Hårdrockens historia (engelska: Metal Evolution) är en kanadensisk TV-serie från 2011. Serien behandlar hårdrockens utveckling sedan 1970-talet.

## Innehåll

### Avsnitt 1
Första avsnittet behandlar hur hårdrocken skapar känslor, och hur hårdrocken utvecklades och influenser av genrer som blues, klassiskt och tidig rock. Som startdatum nämns Black Sabbaths självtitulerade debutalbum som släpptes i februari 1970.

### Avsnitt 2
Andra avsnittet behandlar influesnerna från surfmusik, samt tar en närmare titt på den amerikanska hårdrocken med namn som Alice Cooper och Kiss.

### Avsnitt 3
Tredje avsnittet behandlar brittiska band som Led Zeppelin och Judas Priest, och konkurrensen från glamrocken under 1970-talet.

### Avsnitt 4
Fjärde avsnittet behandlar Iron Maiden och New Wave of British Heavy Metal samt förhållandena till punkrocken. Dessutom togs en titt på amerikansk hårdrock, med bland andra glam metalbandet Mötley Crüe och Metallica, men också brittiska Def Leppard.

### Avsnitt 5
Femte avsnittet tittar vidare på glam- och hair metalscenen under mitten och slutet av 1980-talet i framför allt Los Angeles i Kalifornien, med namn som Mötley Crüe och Van Halen, samt stilens spridning genom MTV. Ämnen som kvinnliga lyssnare och powerballadernas popularitet i radio behandlades, samt genrens tillbakagång vid 1990-talets början och hur det bland annat förklarats med framgångarna för grungescenen i Seattle och Guns N' Roses.
Man tog också en titt på namn Whitesnake och Poison, samt 1990-talets tillbakagång för metal.

### Avsnitt 6
Sjätte avsnittet behandlar thrash metal, och namn som Metallica, Slayer och Anthrax, och inriktningens förhållande till glam metal i 1980-talets Los Angeles. Man tar också en titt på Göteborgssoundet.

### Avsnitt 7
Sjunde avsnittet behandlar olika sorters hårdrock, och hårdrockens förhållande till grungescenen i Seattle under det tidiga 1990-talet.

### Avsnitt 8
Åttonde avsnittet behandlar olika förgreningar i hårdrockens släktträd som utvecklats från 1990-talets mitt och framåt, framför allt nu-metal.

### Avsnitt 9
Nionde avsnittet behandlar skräckrocken, med artister som Alice Cooper och hans rockteater, och blickade tillbaka på tidigare tillfällen där rockmusik upplevts som chockerande hos äldre generationer.

### Avsnitt 10
Tionde avsnittet visar programledaren Sam Dunn som åker på festival i Slovenien för att få ett grepp om power metal. Man tog också en titt på namn som Scorpions, Accept och Helloween, och Yngwie Malmsteen intervjuades i Bologna.
Man behandlade även Jens Johanssons klaviaturspel, och Manowars "true metal", samt Nightwish.

### Avsnitt 11
Elfte avsnittet behandlar progressive metal och sambandet med progressiv rock, och tar en titt på band som Rush.